# Dragočaj
Dragočaj är en ort i Bosnien och Hercegovina.   Den ligger i entiteten Republika Srpska, i den nordvästra delen av landet, 150 km nordväst om huvudstaden Sarajevo. Dragočaj ligger 161 meter över havet och antalet invånare är 2 474.
Terrängen runt Dragočaj är kuperad åt nordost, men åt sydväst är den platt. Dragočaj ligger nere i en dal. Runt Dragočaj är det ganska tätbefolkat, med 67 invånare per kvadratkilometer.. Närmaste större samhälle är Banja Luka, 9,0 km söder om Dragočaj. 
Omgivningarna runt Dragočaj är en mosaik av jordbruksmark och naturlig växtlighet.